# جون اسپارتانو
جون اسپارتانو (انگلیسی: Jone Spartano؛ زادهٔ ۸ دسامبر ۱۹۲۷) بازیکن فوتبال اهل ایتالیا است.
از باشگاه‌هایی که در آن بازی کرده‌است می‌توان به باشگاه فوتبال آ.اس. رم، باشگاه فوتبال اودینزه، باشگاه فوتبال برشا، باشگاه فوتبال کاتانیا، و باشگاه فوتبال ناپولی اشاره کرد.